# رامون بولو
رامون بولو (بالإسبانية: Ramón Polo Pardo)‏ (13 أبريل 1901 في إسبانيا - 19 يونيو 1966) هو مدرب كرة قدم ولاعب كرة قدم إسباني في مركز الوسط. شارك مع منتخب إسبانيا لكرة القدم. أما مع النوادي، فقد لعب مع سلتا فيغو وReal Fortuna Football Club ‏.

## وصلات خارجية
- رامون بولو على موقع قاعدة بيانات كرة القدم.إي يو (الإنجليزية)
- رامون بولو على موقع ناشيونال فوتبول تيمز (الإنجليزية)